# フランス・フランケン1世
フランス・フランケン1世（Frans Francken I、1542年ころ - 1616年10月2日）は、フランドルの画家である。多くの画家を輩出した一族の出身で、息子のフランス・フランケン2世(Frans Francken II: 1581–1642)や孫のフランス・フランケン3世(Frans Francken III: (1607 - 1667) と区別するために、フランス・フランケン1世または「年長のフランス・フランケン(Frans Francken de Oudere)」と呼ばれる。聖書の物語を題材にした作品や祭壇画を描いた。

## 略歴
現在のアントウェルペン州のヘーレンタルス(Herentals)であまり有名でない画家のニコラース・フランケン(Nicolaas Francken)の息子に生まれた。兄弟には画家になったヒエロニムス・フランケン1世(Hieronymus Francken I: 1540-1610)とアンブロシウス・フランケン(Ambrosius Francken I: 1544-1618)らがいる。父親らとヘーレンタルスからアントウェルペンに移った。フランス・フランケン1世は1567年にアントウェルペンの聖ルカ組合の会員になり、1587年には組合長になった。1604年に出版されたカレル・ファン・マンデルの画家の伝記では、フランス・フランケン1世はアントウェルペンの画家フランス・フロリス(1519/1520-1570)の弟子であったとしている。
フランス・フランケン1世の活動した時期は、16世紀後半のカルヴァン派の武装蜂起「Beeldenstorm(偶像破壊)」によって被害を受けた教会の修復などの大きな需要があり、教会の祭壇画などを描いた。代表的な作品にはアントウェルペンの聖母大聖堂のために制作した三連祭壇画などがある。
息子のヒエロニムス・フランケン2世、フランス・フランケン2世、アンブロシウス・フランケン2世も画家になった。
弟子には息子たちや ヘルドルプ・ホルツィウス(Gortzius Geldorp)、 ヘルマン・ファン・デル・マスト(Herman van der Mast)、ヤン・デ・ヴァール(Jan de Wael)らがいる
。